# Louis Crevier
Louis Crevier, född 4 maj 2001, är en kanadensisk professionell ishockeyback som är kontrakterad till Chicago Blackhawks i National Hockey League (NHL) och spelar för Rockford Icehogs i American Hockey League (AHL).
Han har tidigare spelat för Saguenéens de Chicoutimi och Remparts de Québec i Ligue de hockey junior majeur du Québec (LHJMQ).
Crevier draftades av Chicago Blackhawks i sjunde rundan i 2020 års draft som 188:e spelare totalt.

## Statistik
| 2014–2015    | Typhon de Québec bantam AAA          |              | 34  | 0  | 4  | 4  | 4  | 5  | 0 | 0 | 0  | 0 |
| 2015–2016    | Typhon de Québec bantam AAA          |              | 32  | 0  | 7  | 7  | 0  | 4  | 0 | 0 | 0  | 0 |
|              | Typhon de Québec midget espoir       |              | 3   | 0  | 0  | 0  | 0  | —  | — | — | —  | — |
| 2016–2017    | Typhon de Québec midget espoir       |              | 30  | 1  | 8  | 9  | 2  | —  | — | — | —  | — |
|              | Blizzard du Séminaire Saint-François | LHMAAAQ      | 1   | 0  | 0  | 0  | 0  | —  | — | — | —  | — |
| 2017–2018    | Blizzard du Séminaire Saint-François | LHMAAAQ      | 40  | 5  | 5  | 10 | 12 | 5  | 0 | 0 | 0  | 2 |
| 2018–2019    | Saguenéens de Chicoutimi             | LHJMQ        | 44  | 0  | 4  | 4  | 2  | 4  | 0 | 1 | 1  | 0 |
| 2019–2020    | Saguenéens de Chicoutimi             | LHJMQ        | 59  | 10 | 11 | 21 | 16 | —  | — | — | —  | — |
| 2020–2021    | Saguenéens de Chicoutimi             | LHJMQ        | 26  | 6  | 8  | 14 | 12 | 9  | 1 | 2 | 3  | 0 |
| 2021–2022    | Remparts de Québec                   | LHJMQ        | 62  | 10 | 26 | 36 | 19 | 12 | 4 | 6 | 10 | 4 |
| 2022–2023    | Rockford Icehogs                     | AHL          | 62  | 0  | 5  | 5  | 14 | 2  | 0 | 0 | 0  | 0 |
| 2023–2024    | Chicago Blackhawks                   | NHL          | 24  | 0  | 3  | 3  | 4  | —  | — | — | —  | — |
|              | Rockford Icehogs                     | AHL          | 41  | 3  | 8  | 11 | 18 | 4  | 0 | 0 | 0  | 0 |
| 2024–2025    | Chicago Blackhawks                   | NHL          | 18  | 2  | 1  | 3  | 10 | —  | — | — | —  | — |
|              | Rockford Icehogs                     | AHL          | 11  | 0  | 1  | 1  | 4  | —  | — | — | —  | — |
| NHL totalt   | NHL totalt                           | NHL totalt   | 42  | 2  | 4  | 6  | 14 | —  | — | — | —  | — |
| AHL totalt   | AHL totalt                           | AHL totalt   | 114 | 3  | 14 | 17 | 36 | 6  | 0 | 0 | 0  | 0 |
| LHJMQ totalt | LHJMQ totalt                         | LHJMQ totalt | 191 | 26 | 49 | 75 | 48 | 25 | 5 | 9 | 14 | 4 |